# البنك الزراعي الصيني
البنك الزراعي الصيني (بالإنجليزية: Agricultural Bank of China Limited)‏ (بالصينية: 中国农业银行) ويختصر (بالإنجليزية: ABC)‏، هو أحد البنوك «الأربعة الكبيرة» في جمهورية الصين الشعبية. تأسّس في عام 1951، ويقع مقرّه في منطقة دونغتشنغ، في بكين. لديه فروع في جميع أنحاء البر الرئيسي للصين، وهونغ كونغ ولندن وطوكيو ونيويورك وفرانكفورت وسيدني وسول وسنغافورة.
يتوفّر البنك على 320 مليون عميل تجزئة، و 2.7 مليون عميل من الشركات، وما يقرب من 24.000 فرعا. وهي ثالث أكبر مقرض في الصين من حيث الأصول. تم طرح البنك للاكتتاب العام في منتصف عام 2010، وجلب أكبر إطلاق سوق الأوراق المالية في العالم في ذلك الوقت، منذ أن تجاوزته شركة البترول السعودية المملوكة للدولة، أرامكو السعودية. في عام 2011، احتلّ البنك المرتبة الثامنة بين أفضل 1000 بنك عالمي، بحلول عام 2015، احتلّ البنك المرتبة الثالثة في قائمة فوربس السنوية الـ13 لعام 2000، وفي عام 2017 احتلّ المرتبة الخامسة.

## التاريخ
منذ تأسيس جمهورية الصين الشعبية في عام 1949، تم تشكيل البنك الزراعي الصيني وإلغائه عدة مرات. في عام 1951، اندمج بنكان في جمهورية الصين، بنك المزارعين الصيني وبنك التعاون ، لتشكيل بنك التعاون الزراعي، والذي يعتبره البنك الزراعي الصيني سلفه. ومع ذلك، تم دمج البنك في بنك الشعب الصيني، البنك المركزي في عام 1952. تم تأسيس أول بنك يحمل اسم البنك الزراعي الصيني في عام 1955، ولكن تم دمجه في البنك المركزي في عام 1957. في عام 1963 شكّلت الحكومة الصينية بنك زراعي آخر تم دمجه أيضًا في البنك المركزي بعد ذلك بعامين. تأسّس البنك الزراعي الصيني الحالي في فبراير 1979. وقد تمّت إعادة هيكلته ليشكل شركة قابضة تسمى البنك الزراعي الصيني المحدود. تم إدراجه في بورصتي شنغهاي وهونغ كونغ في يوليو 2010.
في أبريل 2007، كان البنك الزراعي ضحية أكبر سرقة بنك في تاريخ الصين. حدث هذا عندما اختلس اثنان من مُديري قبو البنك في فرع بنك هاندان في مقاطعة خبي ما يقرب من 51 مليون يوان (7.5 مليون دولار أمريكي).
في عام 2012، بدأ البنك مشروعًا للهجرة إلى نظام (Avaloq) المصرفي.
خلال الأزمة الكورية عام 2013، أوقف البنك الزراعي الصيني التعامل مع بنك كوري شمالي اتهمته الولايات المتحدة بتمويل برامج بيونغ يانغ الصاروخية والنووية.

## العرض العام الأولي لعام 2010
كان البنك آخر البنوك «الأربعة الكبار» في الصين التي يتم طرحها للاكتتاب العام. في عام 2010، تم إدراج أسهم (A) و (H) من البنك الزراعي الصيني في بورصة شنغهاي وبورصة هونغ كونغ على التوالي. تم تعيين تكلفة كل سهم ما بين 2.7 رنمينبي و 3.3 رنمينبي لكل سهم. تم تعيين تكلفة أسهم (H) بين 2.88 دولار هونغ كونغ و 3.48 دولار هونغ كونغ للسهم. تم إصدار سعر السهم النهائي لإطلاق الاكتتاب العام في 7 يوليو 2010. وعند اكتماله في أغسطس 2010 أصبح أكبر عرض عام أولي، متجاوزًا السّعر الذي حدّده البنك الصناعي والتجاري الصيني في عام 2006، والبالغ 21.9 مليار دولار أمريكي. منذ ذلك الحين، تم تكسير هذا الرقم القياسي من قبل شركة صينية أخرى، مجموعة علي بابا، في عام 2014.
جمع البنك 19.21 مليار دولار أمريكي في عرض عام أولي في هونغ كونغ وشنغهاي في 6 يوليو 2010، قبل ممارسة خيارات الدفعة الشاملة. في 13 أغسطس 2010، أكمل البنك رسميًا أكبر عرض عام أولي في العالم، حيث جمع ما مجموعه 22.1 مليار دولار بعد أن تمت ممارسة التخصيصات الزائدة في كل من شنغهاي وهونغ كونغ بالكامل. كان يُعتقد في السابق أن العرض العام الأولي قادر على جمع 30 مليار دولار أمريكي، لكن معنويات السوق الضعيفة قللت من القيمة. على الرغم من أدنى مستوى خلال 15 شهرًا للمؤشر القياسي الصيني، فقد قيل إنّ العرض العام الأولي قد سار بسلاسة.
قادت شركة الصين الدولية لرأس المال وغولدمان ساكس ومورغان ستانلي عرض هونغ كونغ، مع مشاركة جي بي مورغان تشيس ومجموعة ماكواري ودويتشه بنك ووحدة الأوراق المالية الخاصة بالبنك الزراعي الصيني أيضًا. وتولت كل من شركة الصين الدولية لرأس المال وسيتيك للأوراق المالية وغالاكسي وغوتاي جونان للأوراق المالية التعامل مع قسم شنغهاي. باع البنك الزراعي الصيني حوالي 40٪ من عروض شنغهاي إلى 27 مستثمرًا استراتيجيًا بما في ذلك الصين للتأمين على الحياة وشركة الصين الدولية للإنشاءات الحكومية. وكانوا عرضة للحبس لفترات تتراوح بين 12 و 18 شهرًا. تم اختيار أحد عشر مستثمرًا أساسيًا لطرح أسهم هونغ كونغ، بما في ذلك جهاز قطر للاستثمار وهيئة الاستثمار الكويتية، حيث حصلوا على ما قيمته 5.45 مليار دولار من الأسهم.

## وصلات خارجية
- الموقع الإلكتروني